# 356. п. н. е.

## Догађаји
- Битка код Ембате

## Рођења
- Александар Македонски - антички краљ. († 323. п. н. е.)